# Agincourt
Ne pas confondre avec Agencourt, ni Azincourt, commune du Pas-de-Calais, (orthographiée Agincourt (en) en anglais) et lieu de la bataille de 1415
Agincourt est une commune française située dans le département de Meurthe-et-Moselle, en région Grand Est.
Elle appartient à la communauté de communes de Seille Grand Couronné.

## Géographie

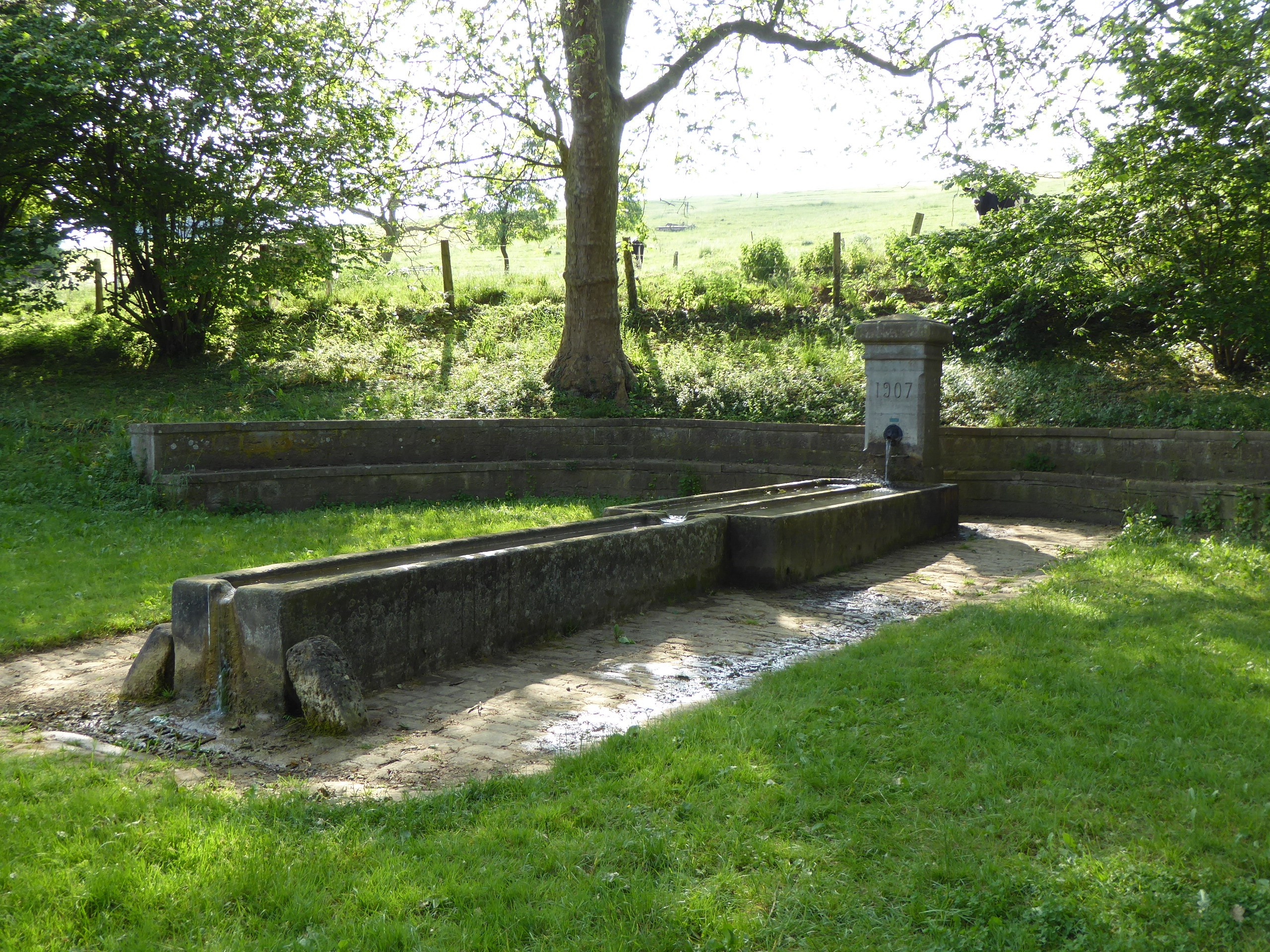
Fontaine, à l'entrée sud d'Agincourt.

Les communes limitrophes sont Seichamps, Essey-lès-Nancy, Dommartemont, Amance, Laître-sous-Amance, Dommartin-sous-Amance, Eulmont.
Agincourt se situe au nord-est de Nancy. Elle est traversée par le ruisseau des Rouaux qui prend sa source sur le flanc est du plateau de Malzéville et se jette dans l'Amezule au nord de la commune.
|              |                 | Dommartin-sous-Amance |
| Eulmont      | Agincourt       |                       |
| Dommartemont | Essey-lès-Nancy |                       |

### Hydrographie
La commune est dans le bassin versant du Rhin au sein du bassin Rhin-Meuse. Elle est drainée par l'Amezule, le ruisseau de Gencey et le ruisseau des Rouaux,.
L'Amezule, d'une longueur de 19 km, prend sa source dans la commune de Erbéviller-sur-Amezule et se jette  dans la Meurthe à Champigneulles, après avoir traversé douze communes.

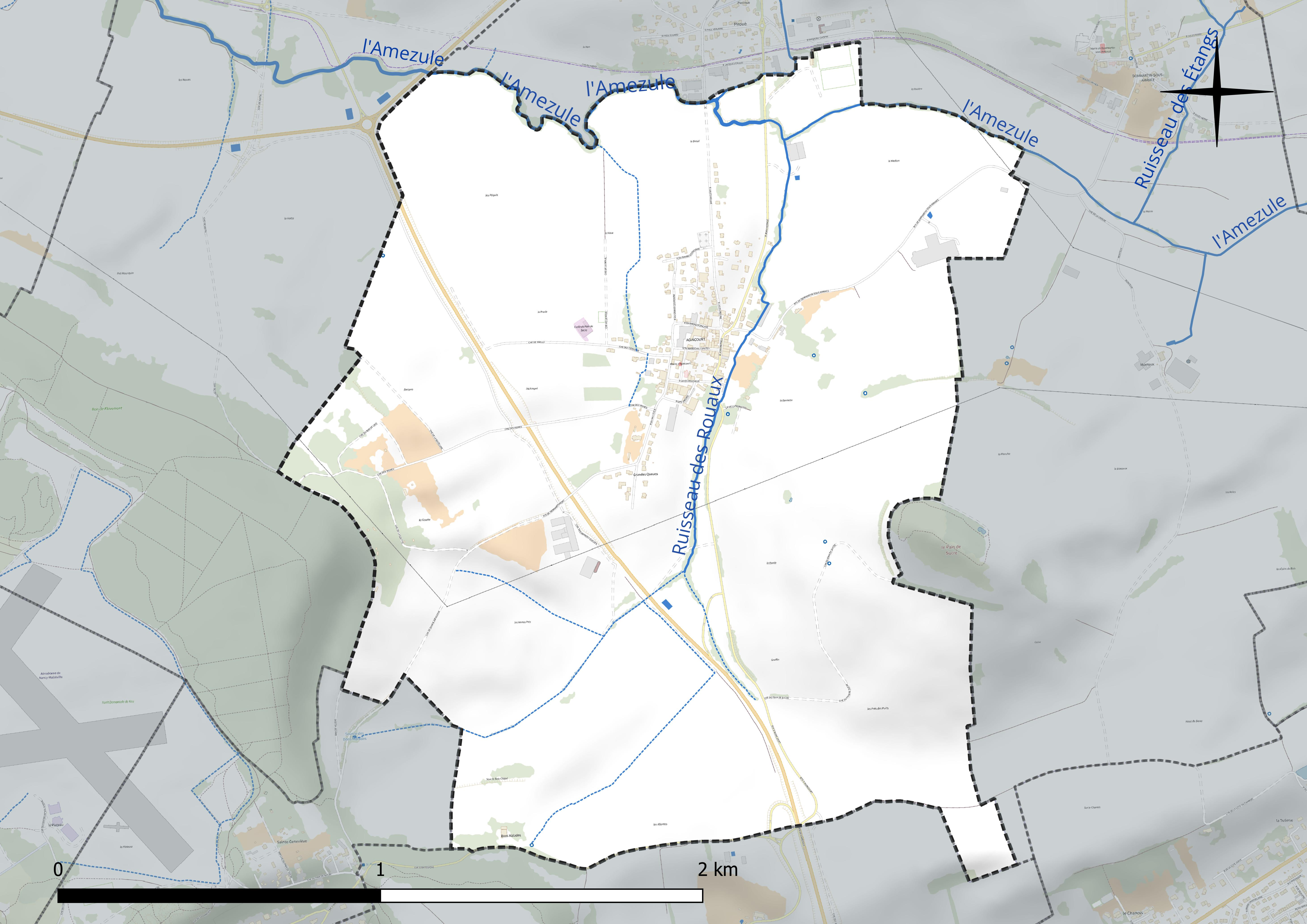
Réseau hydrographique d'Agincourt.

### Climat
Pour des articles plus généraux, voir Climat du Grand Est et Climat de Meurthe-et-Moselle.
En 2010, le climat de la commune est de type climat des marges montargnardes, selon une étude du Centre national de la recherche scientifique s'appuyant sur une série de données couvrant la période 1971-2000. En 2020, Météo-France publie une typologie des climats de la France métropolitaine dans laquelle la commune est exposée à un climat semi-continental et est dans la région climatique Lorraine, plateau de Langres, Morvan, caractérisée par un hiver rude (1,5 °C), des vents modérés et des brouillards fréquents en automne et hiver.
Pour la période 1971-2000, la température annuelle moyenne est de 9,9 °C, avec une amplitude thermique annuelle de 17 °C. Le cumul annuel moyen de précipitations est de 814 mm, avec 12 jours de précipitations en janvier et 9,8 jours en juillet. Pour la période 1991-2020, la température moyenne annuelle observée sur la station météorologique de Météo-France la plus proche, « Nancy-Essey », sur la commune de Tomblaine à 6 km à vol d'oiseau, est de 11,0 °C et le cumul annuel moyen de précipitations est de 746,3 mm. 
La température maximale relevée sur cette station est de 40,1 °C, atteinte le 24 juillet 2019 ; la température minimale est de −24,8 °C, atteinte le 21 février 1956,,.
Les paramètres climatiques de la commune ont été estimés pour le milieu du siècle (2041-2070) selon différents scénarios d'émission de gaz à effet de serre à partir des nouvelles projections climatiques de référence DRIAS-2020. Ils sont consultables sur un site dédié publié par Météo-France en novembre 2022.

## Urbanisme

### Typologie
Au 1er janvier 2024, Agincourt est catégorisée commune rurale à habitat dispersé, selon la nouvelle grille communale de densité à sept niveaux définie par l'Insee en 2022.
Elle est située hors unité urbaine. Par ailleurs la commune fait partie de l'aire d'attraction de Nancy, dont elle est une commune de la couronne,. Cette aire, qui regroupe 353 communes, est catégorisée dans les aires de 200 000 à moins de 700 000 habitants,.

### Occupation des sols
L'occupation des sols de la commune, telle qu'elle ressort de la base de données européenne d’occupation biophysique des sols Corine Land Cover (CLC), est marquée par l'importance des territoires agricoles (92,6 % en 2018), une proportion identique à celle de 1990 (92,6 %). La répartition détaillée en 2018 est la suivante : 
terres arables (58,5 %), prairies (34,1 %), zones urbanisées (6,5 %), forêts (0,9 %). L'évolution de l’occupation des sols de la commune et de ses infrastructures peut être observée sur les différentes représentations cartographiques du territoire : la carte de Cassini (XVIIIe siècle), la carte d'état-major (1820-1866) et les cartes ou photos aériennes de l'IGN pour la période actuelle (1950 à aujourd'hui).

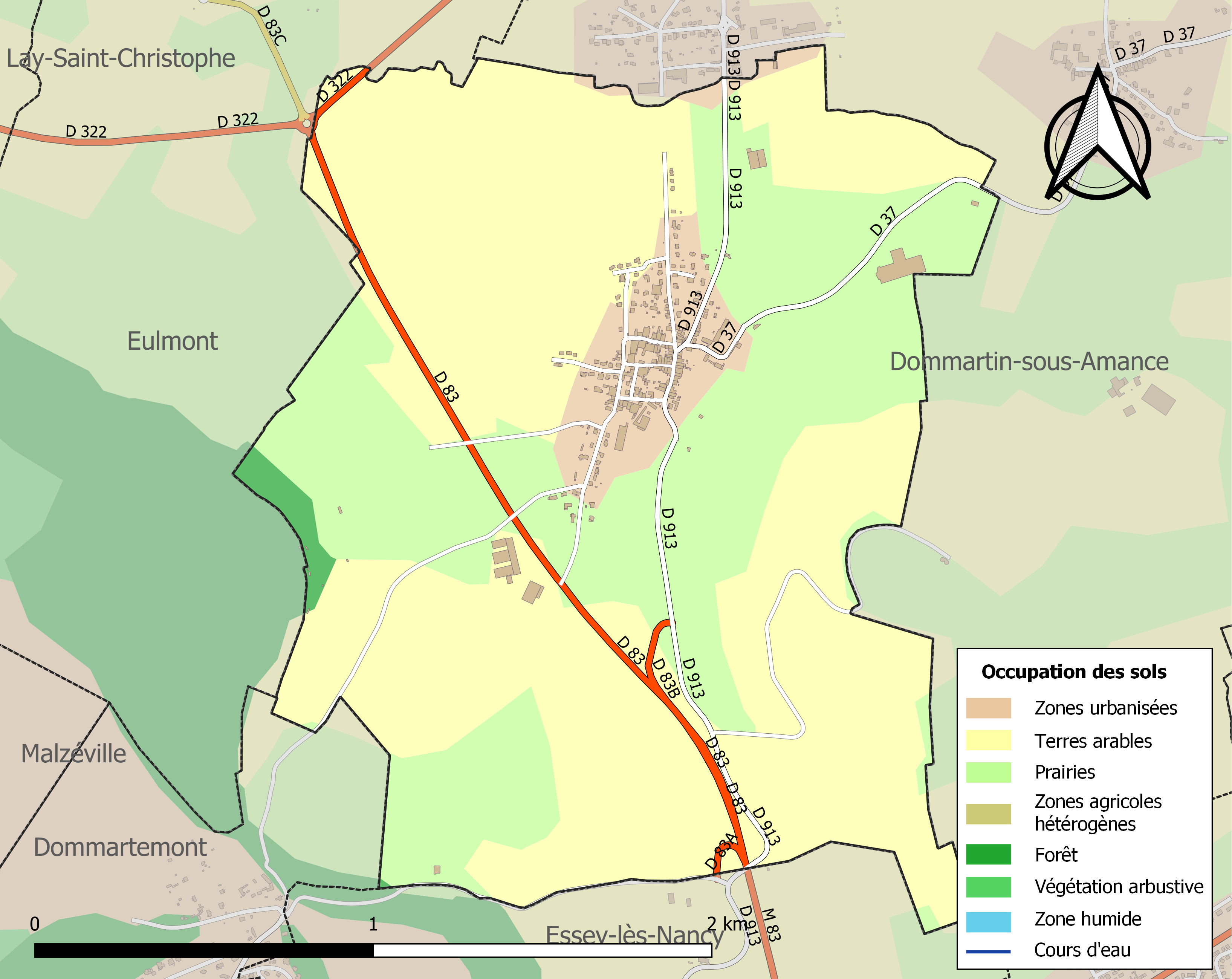
Carte des infrastructures et de l'occupation des sols de la commune en 2018 (CLC).

## Toponymie
Engincurt (875) ; Engincurtis (932) ; Augecourt (1130) ; Agencort (1193-1198) ; Engiencourt (1389) ; Engiecourt (1420) ; Angiencourt (1424) ; Angincourt (1600).

## Histoire
L’origine d’Agincourt est très ancienne. Comme tous les villages au nom terminé par “court”, il est né pendant la période franque, entre le VIe et le Xe siècle. Le toponyme “Agincourt” est formé d’un nom d’homme germanique “Ingin” et du latin “Cortem” (corps de ferme).
Au début, ce n'était qu’une métairie près d’une voie romaine reliant Metz à Saint-Nicolas-de-Port. Ce vieux “Chemin saulnier” était encore utilisé au XIIIe siècle. Il franchissait l’Amezule au Piroué. Le suffixe de ce nom désigne “le gué”. Il est encore possible de voir ce passage dans le lit du ruisseau en période de basses eaux. Mais dès 1350, un pont est construit (à l’extrémité de la rue Jules-Méline).
La terre d’Agincourt dépendait du duché de Lorraine et il fallait payer “la taille”. Des textes anciens aux environs de l’an mil, attribuent les biens du villages à l’abbaye Sainte-Glossinde de Metz.
Un lignage seigneurial s’y installa entre 1250 et 1450, dans une maison forte dont il ne reste rien (peut-être à la place de la tour n° 3 de la rue Jules-Rougieux). Jacques d’Agincourt (1266) et ses descendants : Thiébaut, Thièri, Thévenin, Arnoult, Broquart, Renaud, Régnier (1456) ont légué leur blason “d’argent” à un lion de sinople.
En 1633, George Collignon, sieur de Silly, qui avait été anobli par Charles III, s’installe à Agincourt. C’est son petit-fils, Claude-Charles de Malvoisin, qui hérite en 1699 de la seigneurie. Au début du XVIIIe siècle, celui-ci construit “le château” (1 rue Jules-Rougieux). La date 1723 est gravée sur une poutre de l’une des dépendances.
Aux temps mérovingiens, l’église de Dommartin-sous-Amance, érigée dans un site central, rassemblait les fidèles de tous les villages des environs. Cependant Agincourt (Engincurte) possède sa propre église vers l’an mil. La paroisse dépendait du diocèse de Toul.
Les villages lorrains ont connu une certaine croissance jusqu’au début du XIVe siècle. Ils connaîtront ensuite des heures tragiques : épidémies de peste, famines, guerres…
“Angiencourt” souffre pendant la guerre de Cent Ans où sévissent des bandes de mercenaires (1351-1358-1371…).
Pendant la guerre de succession de Lorraine (1431-1442), le duc René appelle à son secours son beau-frère le roi de France Charles VII. Les capitaines français rançonnent et pillent les villages. Les “écorcheurs” ravagent tout sur leur passage. La Chambre des comptes déclare en 1441 qu'“Angiencourt” est à ruine et n’y a point de maison. En 1463, après 20 ans, rien n’est reconstruit et la petite église n’existe plus.
Une nouvelle église fut bâtie (fin XVe - début XVIe) et celle-là a laissé des vestiges. Certaines pierres réemployées dans la construction actuelle portent la marque des ouvriers qui les ont taillées. La base du clocher est gothique. Le gros pilier au pied de la tour porte des graffitis très anciens ; 1608.1626. En 1603, le roi de France Henri IV, de passage à Agincourt, a vu la petite église gothique.
Pendant la guerre de Trente Ans (1618-1648) des actes de brigandages commis par les Français et leurs alliés ruinent à nouveau les villages. Les plaintes affluent auprès du Conseil Souverain de Nancy : 4 mars 1636.
En 1640, “les troupeaux d’Agincourt n’ont produit ni laine, ni agneaux”. Les abbesses de Metz et le duc de Lorraine sont compréhensifs et n’exigent pas les redevances habituelles.
L'église est en partie ruinée et les réparations se succèdent. Chaque nouvelle reconstruction agrandira peu à peu l’église.
La paix ne se rétablit qu’à la fin du XVIIe et, avec le retour du bon duc Léopold, la vie reprend dans les villes et les campagnes.
Les trois évêchés, Metz, Toul et Verdun, étaient français depuis 1552 et leurs directives ont permis un bel essor de l’enseignement dans les villages. Dès 1669, l’évêque de Toul oblige chaque paroisse à avoir un “maître d’escholle” pour chanter au lutrin, servir à l’église et instruire les enfants. Les “régents” de l’école d’Agincourt sont connus depuis 1686 et il y avait rarement des illettrés dans le village.
L'église actuelle est construite en 1761 grâce au curé Charles Brachard. Elle est beaucoup plus grande mais, en raison de la place disponible, elle est tournée vers le nord. Les précédentes comme la plupart des sanctuaires chrétiens, étaient tournées vers l’est, là où le soleil se lève, symbole du Christ ressuscité.
En 1766, à la mort de Stanislas, la Lorraine devient française, ce qui ne changera rien à la vie quotidienne des habitants du village.

## Politique et administration
| Période                                  | Période  | Identité        | Étiquette | Qualité        |
| ---------------------------------------- | -------- | --------------- | --------- | -------------- |
| Les données manquantes sont à compléter. |          |                 |           |                |
| 2001                                     | En cours | Denis Lapointe, |           | Ancien ouvrier |

## Services
La commune participe au Syndicat inter-scolaire  (SIS) de Seille Grand Couronné avec les communes d'Amance, Laître-sous-Amance et Dommartin-sous-Amance. Depuis 2018 un nouvel établissement permettant d'accueillir l'ensemble du groupement scolaire a vu le jour dans la commune. L'établissement dispose actuellement de 5 classes.
L'accueil des enfants est complété par un accueil périscolaire de 7 h 30 à 18 h 30 et d'une cantine ainsi que d'un centre aéré le mercredi.
La commune compte 9 assistantes maternelles et des crèches sont situées à proximité (Eulmont).

## Démographie
L'évolution du nombre d'habitants est connue à travers les recensements de la population effectués dans la commune depuis 1793. Pour les communes de moins de 10 000 habitants, une enquête de recensement portant sur toute la population est réalisée tous les cinq ans, les populations de référence des années intermédiaires étant quant à elles estimées par interpolation ou extrapolation. Pour la commune, le premier recensement exhaustif entrant dans le cadre du nouveau dispositif a été réalisé en 2008.
En 2022, la commune comptait 436 habitants, en évolution de −0,46 % par rapport à 2016 (Meurthe-et-Moselle : −0,13 %, France hors Mayotte : +2,11 %).
| 1793 | 1800 | 1806 | 1821 | 1831 | 1836 | 1841 | 1846 | 1851 |
| ---- | ---- | ---- | ---- | ---- | ---- | ---- | ---- | ---- |
| 240  | 247  | 250  | 255  | 257  | 239  | 226  | 234  | 220  |

| 1856 | 1861 | 1872 | 1876 | 1881 | 1886 | 1891 | 1896 | 1901 |
| ---- | ---- | ---- | ---- | ---- | ---- | ---- | ---- | ---- |
| 233  | 229  | 240  | 247  | 262  | 267  | 262  | 262  | 250  |

| 1906 | 1911 | 1921 | 1926 | 1931 | 1936 | 1946 | 1954 | 1962 |
| ---- | ---- | ---- | ---- | ---- | ---- | ---- | ---- | ---- |
| 268  | 254  | 255  | 229  | 231  | 275  | 213  | 248  | 252  |

| 1968 | 1975 | 1982 | 1990 | 1999 | 2006 | 2008 | 2013 | 2018 |
| ---- | ---- | ---- | ---- | ---- | ---- | ---- | ---- | ---- |
| 276  | 310  | 358  | 412  | 399  | 409  | 412  | 440  | 438  |

| 2022 | - | - | - | - | - | - | - | - |
| ---- | - | - | - | - | - | - | - | - |
| 436  | - | - | - | - | - | - | - | - |

## Culture locale et patrimoine

### Lieux et monuments
- Ancienne maison seigneuriale, début XVIIIe siècle.
- Église de l'Assomption, XVIIIe siècle : tour romane du XIIe siècle remaniée, où se déroulent toujours les cérémonies religieuses (messes, mariages, baptêmes, enterrements, communions...). L'église date pour sa partie essentielle de 1761. De l'ancien édifice gothique n'ont été conservés que la base du clocher et les fonts baptismaux du XVIe siècle. Il y a trois cloches réalisées en 1847 par les frères Baraban, fondeurs à Nancy et originaires de Bouxières-aux-Chênes : 177 kg, 190 kg et 219 kg[23].
- Boiseries de l'église[24],[25] : l'église comporte un ensemble de boiseries remarquables qui ont été inscrites aux monuments historiques en 1992. Il s'agit de lambris de revêtement en panneaux et de stalles datant du début du XVIIIe siècle. Ces boiseries ont été installées dans l'église en 1792 et proviendraient de l'ancien couvent des Carmes de Nancy. Elles ont été restaurées en 1996. Elles garnissent le chœur sur une hauteur de 2,75 m et une longueur d'environ 7 m de chaque côté. Elles sont composées de parties plates et d'une soixantaine de panneaux carrés de 22 cm de côté, en chêne sculpté avec une profusion de motifs : fleurs et plantes (acanthe, rose, lys, œillet, tulipe, anémone, pensée, hélianthe, narcisse…), instruments de musique, éléments patriotiques lorrains, animaux (colombe, serpent de la genèse, lapin, oiseaux, coq, renard, pélican mystique), attributs liturgiques (croix, étole, tiare, mitre, encensoir, crosse, chandelier, ciboire, ostensoir). D’autres éléments sont aussi inscrits aux monuments historiques : console, gradins d'autel, retables. La restauration de l'intérieur de l'église, notamment des boiseries, est menée par l'association Hélianthe depuis 1994.

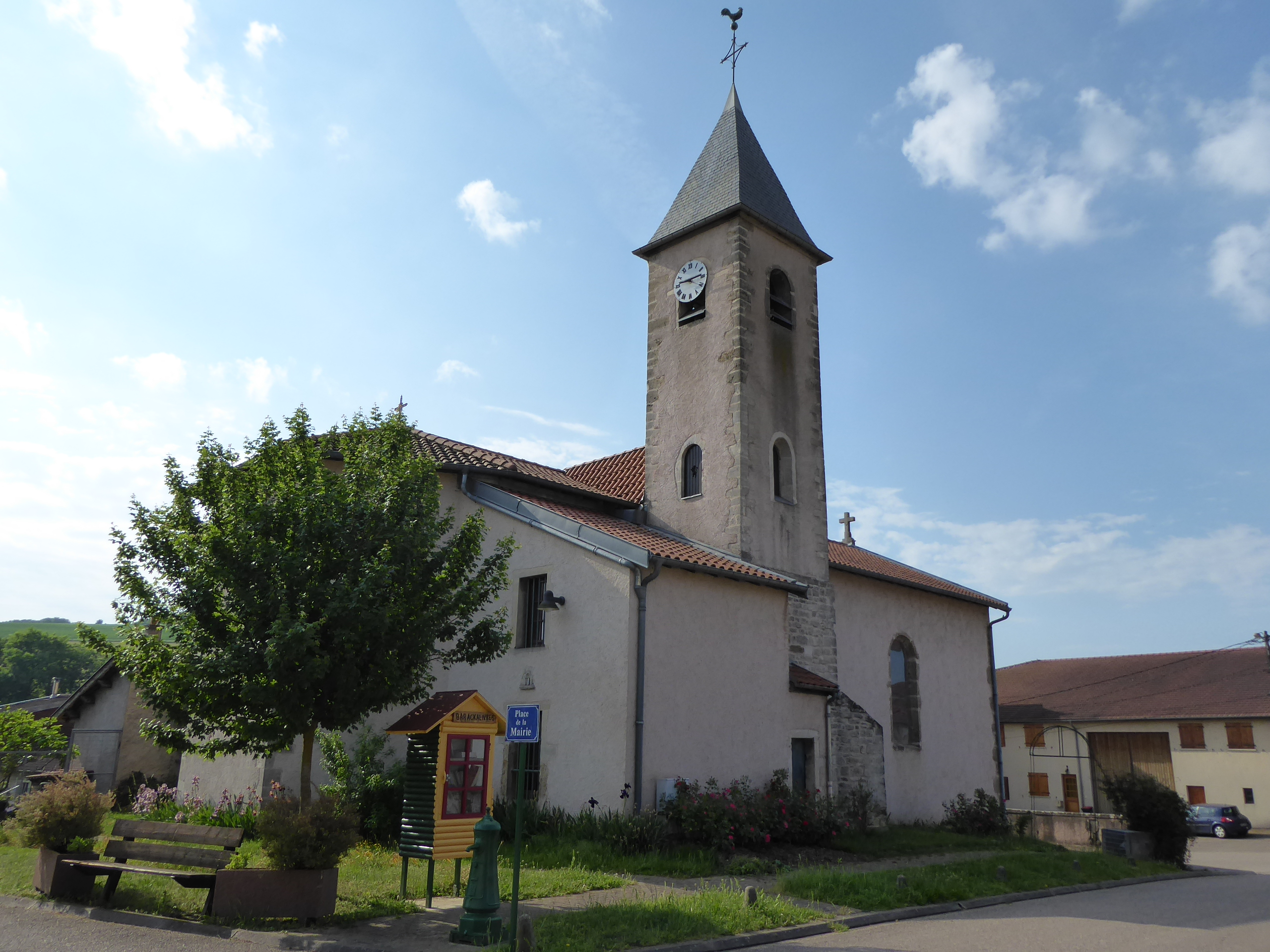
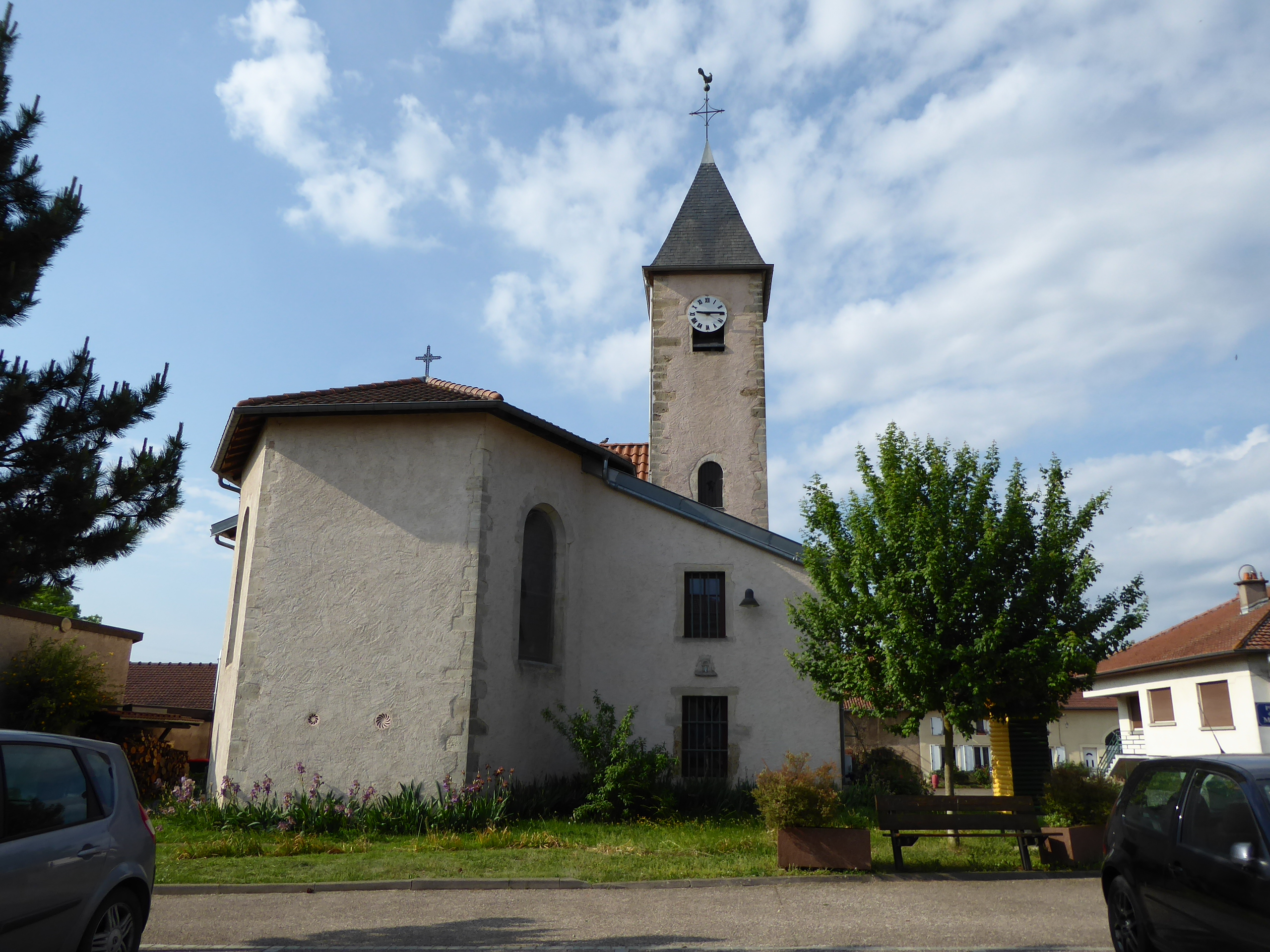

### Héraldique
| Blason de Agincourt | Blason  | D'argent au lion de sinople.                     |
| Blason de Agincourt | Détails | Le statut officiel du blason reste à déterminer. |